# Vrouwen van Ravensbrück

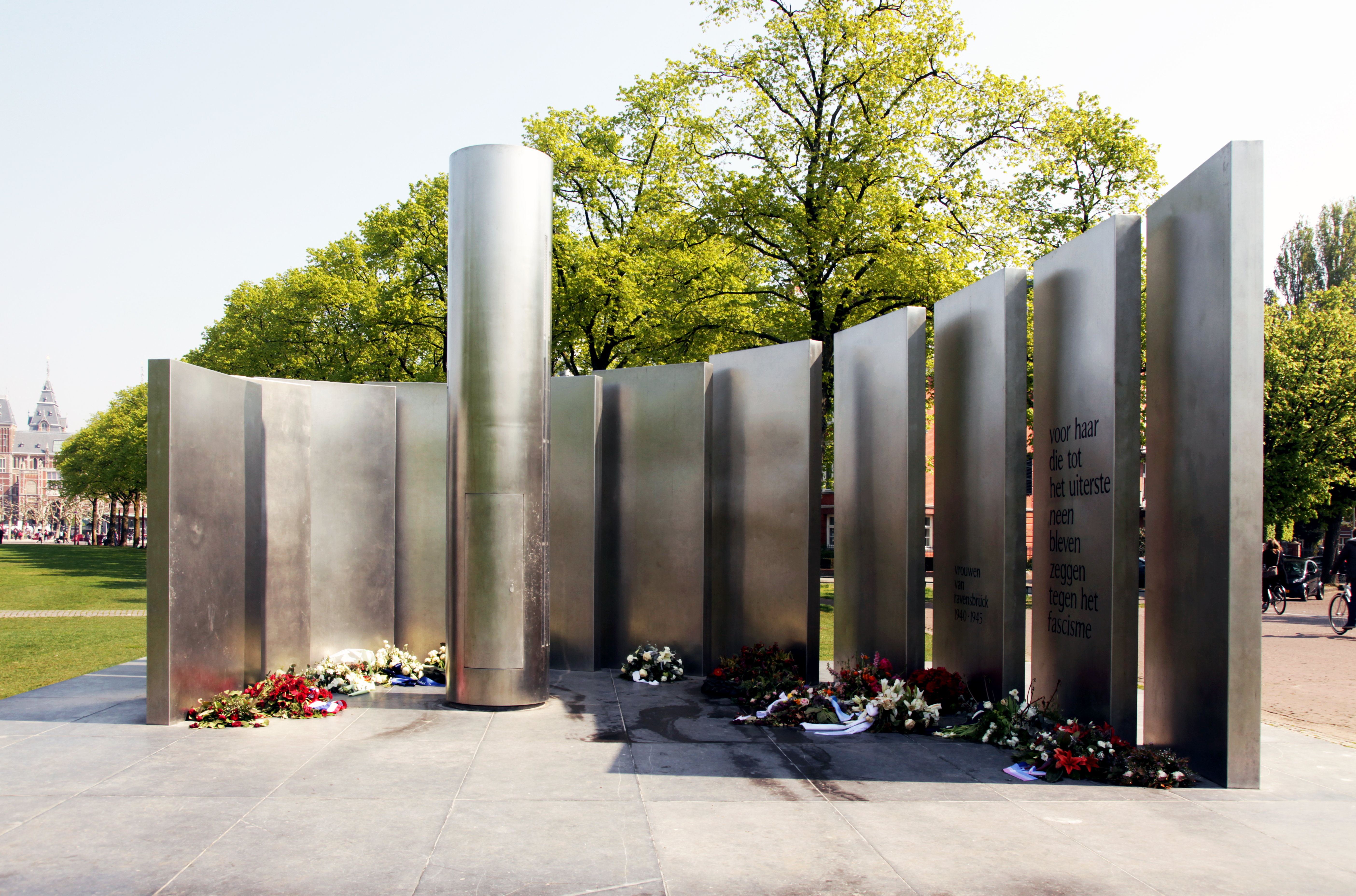
Das Denkmal in der Übersicht

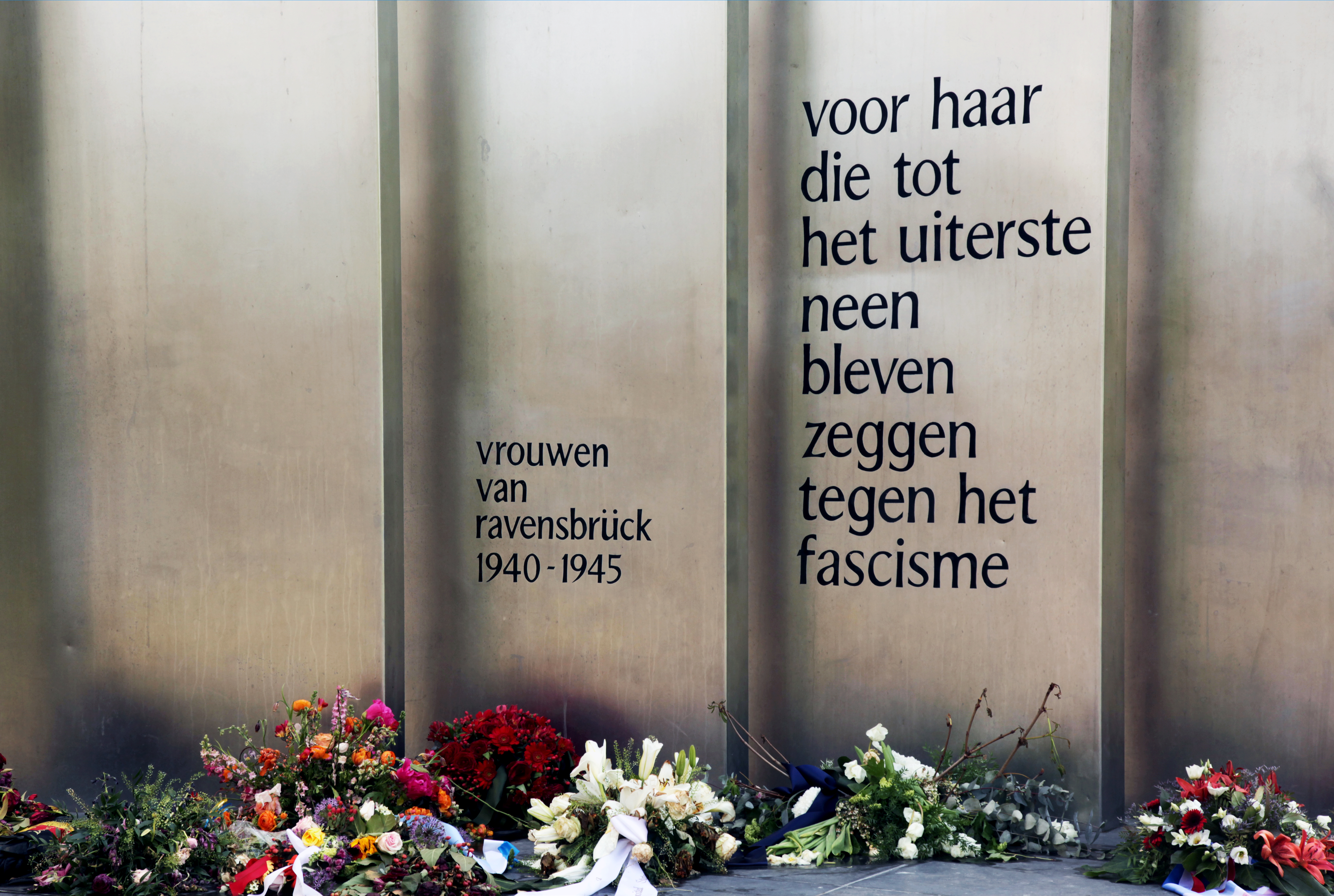
Die Inschrift auf der zweiten und dritten Stele

Vrouwen van Ravensbrück (deutsch Frauen von Ravensbrück) ist ein Denkmal im Osten des zentralen Amsterdamer Museumplein, das an die im nationalsozialistischen Konzentrationslager Ravensbrück ermordeten und umgekommenen Personen erinnern soll. Am 25. April 1975 eingeweiht, wurde das Denkmal nach Auftrag durch die Gemeinde Amsterdam und das „Comité Vrouwen van Ravensbrück“ federführend durch den Künstler Joost van Santen sowie unter Mitarbeit der Künstler Frank Nix und Guido Eckhardt gestaltet.

## Gestaltung
Das Denkmal besteht aus elf rechteckigen Stelen aus rostfreiem Edelstahl, die sich, auf Naturstein gebettet, halbkreisförmig um eine zentrale Säule anordnen. Die zentrale Säule ist mit einer Höhe von 3,40 m gleichzeitig das größte Element der Installation, die abseits hiervon rund 9 m Breite und 7,50 m räumliche Tiefe aufweist.
Das Denkmal beinhaltet Licht- und Geräuschelemente: Die mittlere Säule sendet durch schmale Spaltöffnungen pulsierende, kalt-weiße Lichtstrahlen aus, die von den sie im Halbkreis umgebenden Metallelementen reflektiert werden und die Suchscheinwerfer des Konzentrationslagers symbolisieren; sie erinnern an die Frauen, die Ravensbrück nicht überlebt haben. Darüber hinaus ist beim Betreten des Natursteinfundaments und beim Näherkommen ein herzschlagähnliches Geräusch zu vernehmen, das den Überlebenden gewidmet ist. Beim Erreichen der höchsten Helligkeit bleiben Lichtstrahl und Herzklopfen für einen Moment unvermittelt weg und erzeugen so einen Moment der Stille.
Die zweite und dritte Stele von rechts tragen eine Inschrift (mit deutscher Übersetzung):

“vrouwen van ravensbrück 1940–1945: voor haar die tot het uiterste neen bleven zeggen tegen het fascisme”

„Frauen von Ravensbrück 1940–1945: Für sie, die bis auf das Äußerste gegen den Faschismus standhielten.“

2002 wurde eine weitere Inschrift am unteren Ende der zentralen Säule angebracht
(1939–1945 Ter nagedachtenis aan de 90.000 vrouwen en kinderen en de 20.000 mannen die in het concentratiekamp Ravensbrück zijn omgebracht. deutsch: 1939–1945 Zur Erinnerung an die 90.000 Frauen und Kinder und die 20.000 Männer, die im Konzentrationslager Ravensbrück umgebracht wurden.)

Diese wurde zwischenzeitlich wegen fehlerhaftem Inhalt gegen folgende Inschrift ausgetauscht, die in den Sockel der Gruppe eingelassen ist.

“Ter nagedachtenis aan de vrouwen, mannen en kinderen die zijn omgekomen in het concentratiekamp Ravensbrück 1939–1945.”

„Zur Erinnerung an die Frauen, Männer und Kinder, die im Konzentrationslager Ravensbrück 1939–1945 umgekommen sind.“

Das Denkmal wurde ursprünglich im Westen des Platzes, in der Nähe des Van-Gogh-Museums errichtet. Im Zuge der im Jahre 1996 erfolgten Neugestaltung des Museumplein und der Erweiterung des Van-Gogh-Museums wurde das Denkmal 2002 an den östlichen Rand des Platzes versetzt, wobei auch die Plakette ausgetauscht wurde.

## Gedenkveranstaltung
Anlässlich der Befreiung des Konzentrationslagers Ravensbrück wird jedes Jahr eine Gedenkveranstaltung abgehalten. Im Jahre 2017 nahm die damalige niederländische Verteidigungsministerin Jeanine Hennis-Plasschaert an dieser Veranstaltung teil; deren Urgroßmutter hatte Untertauchende in ihrem Haus versteckt und gehörte nach der Denunziation ebenfalls zu den in Ravensbrück internierten Personen. Hennis verwies in ihrer Rede auf die Hoffnung, die die Frauen von Ravensbrück einander spendeten.